# 米津政懿
米津 政懿（よねきつ まさよし）は、江戸時代後期の大名。出羽国長瀞藩2代藩主。官位は従五位下・伊勢守、越中守。

## 略歴
天明8年（1788年）、初代藩主・米津通政の長男として誕生した。正室は堀親寚娘、継室は森忠賛娘、継々室は中山信敬娘。
寛政5年（1793年）12月3日、世子となる。寛政11年（1799年）12月8日の父の隠居により跡を継ぎ、文化3年（1806年）12月16日に叙任する。
嘉永6年（1853年）11月25日、死去。享年66。
始め政饒（松平忠翼の六男）を養嗣子としたが跡を継ぐことはなく、家督はその後養嗣子となった政易（酒井忠器の十男）が継いだ。
墓所は東京都東久留米市の米津寺内にある米津家大名墓所（東京都指定史跡）。

## 系譜
父母
- 米津政崇（父）

正室、継室
- 堀親寚の娘（正室）
- 朋 ー 森忠賛の娘（継室）
- 敬 ー 中山信敬の娘（継々室）

養子
- 米津政饒 ー 松平忠翼の六男
- 米津政易 ー 酒井忠器の十男